# Rysie (powiat miński)
Rysie – wieś sołecka w Polsce położona w województwie mazowieckim, w powiecie mińskim, w gminie Dębe Wielkie.
Wieś królewska  położona była w drugiej połowie XVI wieku w powiecie garwolińskim  ziemi czerskiej województwa mazowieckiego. W latach 1975–1998 miejscowość należała administracyjnie do województwa siedleckiego.
Spis powszechny w 2011 ustalił populację wsi na 121 osób. Według danych przedstawionych przez władze gminne w 2020 było ich 131.
Wierni Kościoła rzymskokatolickiego należą do parafii Świętych Apostołów Piotra i Pawła w Dębem Wielkim.